# Groupement de commandos mixtes aéroportés
Pour les articles homonymes, voir Groupement.
Le groupement de commandos mixtes aéroportés (ou GCMA) a été créé le 17 avril 1951 pendant la guerre d'Indochine par l'état-major du général de Lattre, en accord avec le SDECE.
Les effectifs sont constitués d'autochtones indochinois (partisans Hmong ou Thaï, Nung, Méo et Laotiens pour la plupart) et les cadres européens proviennent principalement des unités parachutistes et notamment du 11e Choc.
La dissolution du Groupement est effective le 21 juillet 1954 à la suite des accords de Genève mettant fin à la guerre d'Indochine.

## Création et différentes dénominations
Pour les articles homonymes, voir GMI.
- 17 avril 1951, création du groupement de commandos mixtes aéroportés (GCMA),
- 12 décembre 1953, le GCMA devient groupement mixte d'intervention (GMI),
- 21 juillet 1954 : dissolution de l'unité.

Nota : en 1963, le 2e escadron du 13e RDP, basé à Langenargen en Allemagne, devient l'héritier de la 7e compagnie commandos du GCMA.

## Historique des garnisons, campagnes et batailles

### Contexte
À l'issue de nombreuses opérations, plusieurs chefs d'unités constatent l'inadaptation des troupes de l'Union française au combat dans la Haute-Région d'Indochine. Ainsi, le défaut d'adaptation serait notamment d'ordre tactique. Le chef de bataillon Bréchignac, commandant le 2/1er RCP, remarque que le relief et surtout la végétation du pays Thaï Noir rendent en général difficile la manœuvre rapide à l'échelon bataillon ; la destruction de l'adversaire est donc rarement obtenue par enveloppement. Le chef de bataillon Bloch, commandant le 2e BEP développe plus profondément les difficultés rencontrées sur le terrain :
La caractéristique bien connue de cette région est son manque d'itinéraires. Les pistes sont très mal connues, les cartes étant très incomplètes et fausses et les guides n'ont jamais été d'un grand secours pas plus que les rares habitants rencontrés... Les reconnaissances en force d'un groupement étaient souvent liées à une seule piste avec déplacement en colonne par un. Il en résultait un étirement considérable du dispositif ce qui, joint aux difficultés résultant du terrain, rendait les liaisons difficiles... La seule manœuvre possible, dans bien des cas, est la manœuvre " télescopique ". De plus, la progression dans des zones très favorables aux grandes embuscades, l'arme favorite du Viêt-minh, amène vite une grande fatigue et une tension nerveuse des exécutants qui réagissent souvent moins rapidement.
Toute tentative de manœuvre est donc annihilée. Mais ce qui est valable pour le mouvement l'est également pour le feu autant dans le domaine de l'appui-feu que dans le domaine de l'appui aérien. Un problème majeur touche aussi le corps expéditionnaire français : la mauvaise qualité des liaisons radio. " La portée des liaisons radio sont très considérablement réduites par le relief, la végétation, et très souvent les conditions atmosphériques, en particulier à partir de 16 heures. " Au total, tout ce qui constitue en d'autres lieux, la force d'un bataillon du corps expéditionnaire, notamment sa capacité de manœuvre, sa puissance de feu, sa cohésion, tous ces facteurs de supériorité sont quasiment réduits à néant en Haute-Région. Dans son propre rapport, résumant en synthèse les différents paramètres évoqués par ses subordonnés, le général Gilles s'exprime ainsi :
La guerre en Haute-Région a soumis à nos unités d'infanterie à de rudes épreuves pour lesquelles elles n'étaient pas toujours préparées... Habituées aux formations soudées, aux soutiens réciproques et aux liaisons à vue facile dans le Delta, nos unités ont le plus souvent manqué des qualités manœuvrières nécessaires... La Haute-Région, en imposant à notre infanterie un combat sans ses appuis habituels, apparaît éminemment favorable à l'adversaire habitué à combattre sans artillerie, sans moyen de transport moderne, et particulièrement entraîné au combat rapproché.
Tous ces rapports obligent le commandement à abandonner les méthodes classiques. Il est grand temps d'appliquer des méthodes plus adaptées. À la guérilla mise en œuvre par le Viêt-minh avec l'aide volontaire ou forcée des populations, il faut opposer la contre-guérilla au sein de laquelle l'autochtone ne peut être qu'un élément de premier plan. Très tôt déjà, ont été recrutés des volontaires parmi les ethnies montagnardes et des unités thaï, muong et nung ont été créées. Mais il ne s'agit pas pour le commandement français d'utiliser l'autochtone en tant que soldat régulier mais en tant que partisan parce que sur le plan tactique, d'après le colonel Daillier, qui traite des missions de reconnaissance et de renseignement :
Les reconnaissances profondes seraient beaucoup plus efficacement menées par des unités autochtones connaissant très bien le pays et pour lesquelles le problème du ravitaillement serait simplifié... La surveillance est obtenue par la mise en place, sur des axes d'infiltration possibles, de formations autochtones légères... Appartenant à la même population, ces commandos peuvent plus facilement recueillir des renseignements.
En développant la contre-guérilla à grande échelle au sein de ses différents maquis, le GCMA saura mettre en application ce principe de base : utiliser l'autochtone dans son milieu traditionnel en lui donnant les moyens de mettre en valeur ses capacités propres, sa rusticité, son endurance, sa souplesse, son instinct de chasseur et, par-dessus tout, sa parfaite connaissance du milieu naturel.

### Une unité novatrice
Au printemps 1950, en Indochine, la guerre s’enlise et des tensions naissent entre Français et Américains à propos de l’indépendance de ce pays. La Direction générale de la documentation, créée au début de l’année sous la conduite du colonel Gracieux, s’efforce de coordonner l’action des services de renseignement civils et militaires qui foisonnent. En vue de neutraliser l’action révolutionnaire du Viêt-minh, le haut commandement décide d’adopter une nouvelle tactique, basée sur l’action psychologique et l’emploi d’unités spéciales, entraînées à la « guerre non conventionnelle ». Le 7 avril 1951, sur la base des propositions du capitaine Déodat du Puy-Montbrun et sous la direction du  commandant Morlanne, chef du Service Action de métropole, le général de Lattre de Tassigny, haut-commissaire et commandant en chef de l’armée française en Indochine, signe la décision 174 :
« En accord avec la direction générale du SDECE de la présidence du Conseil, et par analogie avec l’organisation métropolitaine, un “service action” est créé à compter du 10 avril 1951 et intégré aux services déjà existants du SDECE en Indochine. Le “service action” est à l’entière disposition du commandant en chef.»
Le commandant Morlanne, chef du service action du SDECE en métropole, rejoint l’Indochine pour mettre en place cette nouvelle structure. Une unité, chargée d’exécuter les opérations montées par le service action local, est constituée sous le nom de Groupement de commandos mixtes aéroportés. Le Groupement devient vite le rendez-vous de tous les Chinois ou anciens du 11e Choc qui trainent leurs guêtres en Indochine.
En 1952, le GCMA évoque la nécessité de « créer en zone d'occupation viêt-minh une organisation qui nous en permette le contrôle ». Il s'agit donc, partant de l'axiome stipulant que « face à un mouvement populaire, seul un mouvement populaire peut vaincre », d'utiliser l'opposition traditionnelle existant entre les peuples de la Haute-Région et les Vietnamiens de la plaine. Le fait d'utiliser ces populations pour contrecarrer l'avance viêt-minh est une voie originale et détournée que le GCMA orchestre de main de maître et par laquelle le commandement français se servira à de maintes reprises. Comme l'affirmait Sun Zi, dans son traité sur l'art de la guerre :
« Le premier à savoir exploiter les voies détournées et les voies directes remporte la victoire, tel est l'art de la lutte armée. »
Cependant, le GCMA rencontre de nombreuses difficultés à mettre en place ses commandos :
- hostilité de la hiérarchie militaire à des activités guerrières non orthodoxes,
- pénurie de cadres connaissant les particularités des multiples ethnies peuplant l'Indochine, ...

Face à ces handicaps, ce sont souvent des sous-officiers aventureux et courageux qui organiseront et prendront en charge les opérations de leur commando de plusieurs centaines de partisans, mission initialement dévolue à des officiers supérieurs.

### Organisation
Rattaché aux troupes aéroportées, le GCMA, placé sous les ordres du lieutenant-colonel Grall, dépend officiellement, pour l'emploi du Commandant en chef. Mais officieusement, il est sous les ordres de la Direction générale de la Documentation, c'est-à-dire du SDECE, confiée au général Gracieux, qui a été à la Direction des Troupes coloniales l'un des plus ardents défenseurs de la création de la Demi Brigade Coloniale de Commandos Parachutistes de Bretagne, et qui connaît parfaitement l'Indochine et ses différentes ethnies.
Le GCMA actionne le centre de Ty Wan, près du cap Saint-Jacques, mis en place par le capitaine Erouart du 11e Choc destiné à la formation des cadres autochtones et deux Sections opérationnelles aéroportées, l'une Sud à Saïgon avec antennes à Touranne et Vientianne, l'autre Nord à Hanoï. Les Américains entretiennent auprès du GCMA une mission de liaison qui fournit un important appui matériel et financier. Le Groupement a également des relations étroites avec les SAS britanniques en Malaisie. Il forme des pathfinders destinés à guider les éléments parachutistes lors de leurs interventions.

### Opérations
En Annam, l'opération combinée Pirate, exécutée le 30 août 1951 par des éléments du GCMA et de la BAPS permet l'occupation définitive de l'île de Cu Lao Ré qui devient le centre de formation des commandos du GCMA à partir de septembre.
Le 12 septembre 1952, le 8e GCP est rattaché au GCMA. Les 1 100 hommes des capitaines Le Borgne puis Tourret sont alors engagés dans des actions de type commando.
Au cours de l'été 1953, en pays thaï, les maquis anti-VM initiés par le GCMA avec les populations Thaï, Nung et Méo sont en pleine expansion. En mai et juin, les maquis  Servan et Malo fournissent un appoint appréciable pour reprendre le contrôle de la province du Tranninh, en assurant les missions d'éclairage et de sûreté éloignée des bataillons engagés. D'ailleurs, le colonel Kergaravat disait à ce propos :
« Ici plus qu'ailleurs, l'audace est de règle, car on trouvera l'aide de la population en cas d'échec.»
En août, les maquis du capitaine Hébert, de part et d'autre de la RP 41 qui mène à Tuan Giao et Dien Bien Phu, ont permis l'évacuation sans coup férir, par voie aérienne, des matériels et des unités du camp retranché de Na San ou Nasan. Dès octobre, dans leur progression vers le pays thaï par la RP 41, le Viet-Minh se heurte à ces maquis, quelque 2 500 partisans encadrés par quatre ou cinq sous-officiers français. Ces derniers ne recevront aucun appui de la part du commandement, hormis quelques actions d'appui aérien limitées par des problèmes météo.

### Changement de dénomination
Avant son changement de nom, le Commandement du GCMA relevait directement du Commandant en chef en ce qui concerne l'emploi. Le Commandant des TAPI n'assurait que la gestion des effectifs et l'instruction aéroportée. Ce dernier était également chargé de l'instruction des unités parachutistes vietnamiennes, laotiennes et cambodgiennes créées au cours de l'année 1951 et assurait la mise en place et la relève des personnels français d'encadrement de ces formations.
La réorganisation des Troupes Aéroportées de l'Indochine, selon les vues du général commandant en chef et plus particulièrement du général Gilles, est réalisée à la fin de 1953. Ainsi, le GCMA quitte les TAPI le 1er décembre 1953 pour être placé directement sous l'autorité du général commandant en chef.
Il prend le titre de Groupement Mixte d'Intervention le 12 décembre. L'organisation du GMI demeure celle du GCMA avec un état-major et trois sections opérationnelles aériennes, une compagnie de commandement, quatre représentations régionales (Laos, Nord, Centre et Sud-Vietnam), deux antennes régionales à Phong Saly et sur les plateaux montagnards, un Centre d'Instruction installé au Cap Saint-Jacques.
Le GMI dispose en théorie de 2 400 supplétifs répartis en 24 centaines encadrées par 430 Européens et 620 "réguliers" autochtones. Le patron du GMI est le chef de bataillon Trinquier, son chef d'état-major, le chef de bataillon Bonnigal du 3e BPC. Les cadres français sont pratiquement tous d'origine TAP et pour la plupart venus du 11e Choc. Le groupement a pratiquement perdu en revanche le contrôle du 8e GCP devenu 8e Bataillon Parachutiste de Choc au mois d'août et qui a été engagé sans interruption dans des opérations amphibies ou terrestres classiques dans le Delta.

### Dien Bien Phu
Raymond Muelle, ancien du 1er choc et auteur de nombre de livres de thématique militaire, montre à quel point les maquis du GCMA et donc, a fortiori les autochtones employés, ont joué un rôle important dans la défense de Dien Bien Phu. Il note ainsi l'énorme erreur tactique faite par le Commandement qui d'après lui, a négligé ces hommes :
La division 316 du Viet-Minh en route vers Dien Bien Phu intervient ; le 15 novembre, les maquis s'effondrent. Depuis six semaines leur résistance exaspère l'ennemi. Partisans et populations subiront d'effroyables représailles. Les plus chanceux seront utilisés comme coolies et iront creuser des tranchées sous le feu autour des positions françaises du camp retranché. Les sous-officiers européens capturés seront jugés par un « tribunal du peuple » et exécutés. Les survivants tenteront, sur ordre, de gagner Dien Bien Phu. Ceux qui y parviendront subiront le sort de la garnison.
Ainsi, la carence du Commandement laisse la voie libre à la division 316 et aux renforts Viet-Minh qui atteindront quelques jours plus tard les abords de la cuvette.
Cette grave lacune tactique dans les plans de l'Etat-Major démontre aussi, s'il en était besoin, le peu d'intérêt des responsables pour le combat mené par les autochtones, pour la psychologie des populations et les sacrifices des hommes du terrain qui combattaient avec eux. Non seulement on peut penser que ces vies humaines n'entraient guère en ligne de compte mais il s'y ajoutait une méconnaissance, une inadaptation dramatique de ces officiers responsables, prisonniers de la routine et des schémas préfabriqués.

### La défaite
Le GCMA est une réussite et remplit parfaitement son rôle. Comme le déclare le lieutenant-colonel Trinquier :
« Depuis toujours le Viêt-minh a basé son action sur un système politico-militaire. Pour la première fois, nous lui opposons officiellement une arme adaptée au genre de lutte qu'il nous impose.»
Malheureusement, cette arme a été utilisée bien tard et la défaite interrompt brutalement ses activités. Trinquier tente de se lier à la CIA (qui fournit déjà une logistique importante), mais c'est déjà trop tard. La dissolution du GMI est effective le 21 juillet 1954 à la suite des accords de Genève mettant fin à la guerre d'Indochine.
Il faut noter néanmoins le paradoxe de cette défaite. Alors que l'Union française perdait dans un combat classique à Dien Bien Phu, les maquis autochtones menaient avec efficacité la contre-guérilla en Haute-Région.

## Techniques de combat
Les techniques de combat utilisées au début de la guerre d'Indochine sont les mêmes que celles employées par les militaires lors de la Seconde Guerre mondiale. Il faudra plusieurs années pour que les responsables civils et militaires admettent qu'il s'agit d'une guerre d'un nouveau type qui ne se résume pas à un affrontement entre deux armées destiné à conquérir un territoire, l'enjeu est maintenant le contrôle des populations. Les précurseurs de cette méthode sont les colonels Belleux et Fourcaud du SDECE qui, s'inspirant de leur expérience dans la Résistance, mettent en place dès la fin de l'année 1950 un service action qui noue des contacts avec les populations autochtones hostiles au Vietminh. L'objectif suivant étant de constituer des maquis chargés d'opérer des actions de guérilla.

### Guérilla et contre-guérilla
À sa création, les missions confiées au GCMA se résument à des opérations de guérilla et de sabotage et à la constitution de filières d'évasions en particulier par les commandos de la zone côtière.

#### Missions
Au cours du premier trimestre 1952, le groupement publie un rapport d’activité sur la pratique de guérilla contre le Viêt-Minh en Indochine.
Ce texte définit la doctrine de l’action menée dans le cadre des services spéciaux :
L’action est « d’abord une forme de combat... Elle vise la destruction du potentiel ennemi là où les moyens classiques ne peuvent pas pour une raison ou une autre l’atteindre ».
À partir de décembre 1953, quand l'unité devient groupement mixte d'intervention (GMI), le commandement élargit l'éventail des missions qui lui est alloué en précisant que ses éléments doivent dorénavant :
« Préparer, organiser, mettre en place et commander des éléments susceptibles de : réaliser des maquis ; des guérillas itinérantes ; des missions spéciales (en particulier de sabotage) par éléments individuels ou équipes très légères infiltrées clandestinement ; monter des filières d'évasion ; participer sur ordre à la guerre psychologique. »
Cette unité devient alors un Service Action à part entière, une branche des services spéciaux. Elle est chargée de mettre en place en Indochine une forme de guerre spéciale différente de celle employée par les structures militaires classiques.

#### Lesmaquis
Le GCMA va tout au long de son existence constituer des groupes de résistance au sein des populations indochinoises hostiles au mouvement vietminh. Il s'agit principalement des minorités Méo, Thaï ou Nung. Au cours d'une mission de reconnaissance vers la frontière de Chine, la centaine commandée par le capitaine Paul Mourier qui a rejoint le GCMA en 1952, découvre un régiment chinois nationaliste, dirigé par le colonel Yen et réfugié à Muong Nhié, qui s'est finalement rallié aux Français en février 1954.
Ces maquis, implantés au Tonkin et au Laos, harcèlent les troupes Vietminh et participent également à des opérations conventionnelles comme l'opération d'évacuation de Na San et la tentative de destruction du pont de Lao Kay le 6 octobre 1953.
Les qualités guerrières ne sont pas les mêmes parmi les différentes ethnies de la Haute-Région : le Thaï est plutôt pacifique alors que le Méo, habitant les sommets, est de caractère plus farouche et indépendant. Néanmoins, tout autochtone peut rendre de grands services. Confier au partisan des missions simples correspondant à ses savoir-faire naturels, telle est la conception partagée par le capitaine Hébert et le colonel Berteil, qui organisent conjointement la guérilla au pays Thaï Noir. Plus tard, le GOMRN leur fixe les missions auxquelles ils doivent se préparer :
« Contre-guérillas devront au début viser surtout renseignement, assassinat de Viêt-minh notoires, ralliement des Du-Kich, noyautage unités politico-militaires, interception agents SR et de liaison viêt-minh, destruction lignes téléphoniques, contre-propagande, etc. Après rodage, ces éléments donneront à leurs activités un caractère opérationnel plus accusé en liaison avec unités régulières... »
| Nom des maquis             | Localisation                                                | Effectif |
| -------------------------- | ----------------------------------------------------------- | -------- |
| Chocolat                   | Nord-Ouest de Lao Kay                                       | ?        |
| Commando d'intervalle      | au nord de Langson                                          | ?        |
| Cardamome                  | Ly Séo Nung dans la région de Lai Chau Hoang Chung dit Dzim | ?        |
| Aiglon, Calamar et Colibri | dans la région de Son La, entre la RP 41 et le Song Ma      | ?        |

Il faut noter que pendant 4 mois le maquis Colibri, avec ses seules forces, a interdit au Viêt-minh de disposer librement de la RP 41 sur plus de 15 km. Il aura fallu plus de 6 bataillons viêt-minh pour en venir à bout au mois de novembre 1953. Sans l'appui de troupes régulières, réclamées en vain, le maquis ne pouvait que succomber.
| Nom des maquis | Localisation  | Effectif |
| -------------- | ------------- | -------- |
| Malo           | Sam Neua      | ?        |
| Servan         | Xieng Khouang | ?        |
| Sangsue        | ?             | ?        |
| Rôdeur         | ?             | ?        |

Les tahan sua, littéralement soldats tigres, de Xieng Khouang apportaient aux éléments de Touby Lyphoung le concours de leur expérience pour des opérations risquées chez l’ennemi mais aussi des « coups tordus ». Ainsi, le financement de la mobilisation et de l’équipement des maquisards méos, « amis de ceux qui leur achètent l’opium », selon l'expression du général Salan, nécessitait que le GCMA veille à l’acheminement discret de la production, par avion vers Cholon où le « général » Bay Vien, protégé de Bao Dai, malfrat, chef des pirates Bình Xuyên et chef redoutablement efficace de la sécurité de Saïgon, fournissait en drogue les lieux de plaisir de la capitale.

### Action psychologique
Le GCMA centre son action sur la population en faisant de l'action psychologique son outil principal.
Pour s'adapter, il faut étudier les techniques de l'adversaire :
- procédés de propagande, de noyautage, d'organisation de la population, de sa prise en main,
- structures utilisées tant dans le domaine politique que militaire.

Le rapport d'activité du GCMA pour le 3e trimestre 1953 manifeste bien l'adaptation recherchée à travers l'action psychologique. Ainsi, il faudrait l'étendre à tous les domaines : politique, économique, religieux, social et enfin militaire ; en pénétrant tous les milieux et en ayant recours à « tous les procédés de propagande et de sujétion psychologiques connus et imaginables. » Toutefois, l'entreprise est corsée. En effet, des difficultés s'amoncellent, qu'elles viennent du Viêt-minh ou des cadres européens eux-mêmes ! Ces derniers, formés au combat classique perçoivent l'action psychologique comme une action mineure, voire réservé à certains spécialistes. Mais le principal problème n'est pas là. La propagande adverse s'appuie sur deux axes majeurs :
- la xénophobie et,
- l'idée d'indépendance.

L'étude de l'action psychologique entreprise en Indochine montre bien la distance qu'a pris la politique française par rapport à cette manière de combattre. Un passage de la publication du Centre d'études d'histoire de la défense, intitulée L'Armée française dans la guerre d'Indochine (1946-1954): adaptation ou inadaptation ? détermine bien la distinction entre l'utilisation de l'action psychologique par le viêt-minh d'une part, et par le GCMA d'autre part puis constate les conséquences de cette différence :
« Alors que portée par une idéologie puissante, la propagande et la guérilla viêt-minh s'intègre étroitement à un objectif politique clairement défini à travers le slogan « Doc Lap » et les promesses de réforme agraire, l'action psychologique entreprise par le GCMA ne bénéficie pas du support d'un grand dessein politique. Il y a là un hiatus dans la cohérence de l'action dont les conséquences ne pouvaient être que néfastes. Ces conséquences seront en fait tragiques car ces populations autochtones compromises seront abandonnées à leur sort et à une répression féroce de la part du Viêt-minh à l'issue du cessez-le-feu. »

## Armements et matériels
En mai 1951, le général de Lattre signe un accord avec les Américains : la France déploie le personnel du GCMA et les États-Unis fournissent le matériel nécessaire aux opérations secrètes.

## Observations
- Alors que le gouvernement français dissout le Groupement, les Américains ont remarqué les capacités d'une telle unité et s'en inspirent. En 1953, le colonel Aaron Bank, ancien Jedburgh, fonde le 10th Special Forces Group et renforce le centre de guerre psychologique de Fort Bragg. Le 11 novembre 1953, le régiment est divisé en deux : une moitié à Fort Bragg (77th SFG) et une autre moitié à Bad Tölz, en Bavière (10th SFG). Avec le changement de nom du centre de Fort Bragg en « Centre d'étude et d'enseignement de la guerre spéciale », les forces spéciales entrent dans l'orbite de la CIA. Elles deviennent une branche Action des Services Spéciaux comme l'est en France le 11e Choc ou le GCMA en Indochine.
- Le GCMA ne se bornait pas aux opérations militaires, mais menait aussi une action psychologique efficace auprès des populations en prodiguant des soins très bénéfiques à la population civile. Ainsi, on a pu remarquer lors de l'opération Toulouse, qui s'est déroulée du 29 janvier au 6 février 1953, des médecins du GCMA qui constatait l'état de délabrement des civils.
- Au début de la guerre du Viêt-Nam, en 1959, au Laos, démarre l'opération White Star. L'objectif des forces spéciales américaines est de s'infiltrer en vue d'organiser des sabotages et de mettre en place des réseaux anticommunistes avec l’aide des populations autochtones. C’est explicitement une copie du GCMA. En effet, les éléments de la guérilla Méo contactés par les Américains sont ceux qui travaillaient déjà avec l'unité française pendant la guerre d'Indochine.
- Le lieutenant-colonel Merglen, alors instructeur parachutiste à Fort Benning, en Alabama, chez les Rangers américains, entend parler du désir des anciens de White Star de faire venir un instructeur ayant une expérience « choc », GCMA et algéroise. Il pense immédiatement à son ami Aussaresses. Celui-ci, ancien Jedburgh, n’hésite pas et devient instructeur des forces spéciales à Fort Bragg en 1963.
- L'action telle qu'elle était énoncée dans les rapports du GCMA reste d’actualité dans les conflits mineurs mais ne correspond plus aux affrontements souterrains qui affectent la géoéconomie.

## Traditions

### Devise
Qui ose gagne

## Chefs de corps
- 1951 - 1953 : lieutenant-colonel Grall
- 1953 - 1954 : colonel Trinquier[38]

## Faits d'armes faisant particulièrement honneur à l'unité

### Lao Kay
En 1947, les maquis détruisent le pont de Lao Kay long de 300 mètres mettant ainsi fin pour un temps le ravitaillement des Viêt par les Chinois.

### Citation
Le 15 avril 1954, le GCMA est cité à l'ordre de l'armée pour :
- une série de parachutages derrière les lignes Viet-Minh,
- la création de "maquis" supplétifs appartenant pour la plupart au peuple Mèo,
- pléthore d'opérations de débarquement sur les côtes du Centre et du Nord-Vietnam en vue d'actions de sabotage, de destruction, etc.

### Opération D
En avril 1954, le capitaine Jean Sassi du Groupement Commando 200 (G.C 200) stationné au Laos organise avec l'aide de son ami laotien Touby Ly Phoung, chef spirituel du peuple montagnard Hmong, une "colonne de secours" forte de 2000 hommes à destination de Dien Bien Phu assiégé.

## Personnalités ayant servi au sein de l'unité
- Roger Trinquier[41],
- Paul Aussaresses[41],
- Jean Sassi[42] qui a commandé le maquis Servan à Xieng Khouang,
- Déodat du Puy-Montbrun,
- Paul-Alain Léger,
- Vang Pao,
- Chao Quang Lo,
- René Hebert, ancien commandant des Maquis de la RP 41 et chef de l'antenne GCMA à Dien Bien Phu,
- Le colonel Berteil commandait en juillet 1953 le groupement opérationnel de la Moyenne rivière Noire,
- René Montfort[43],
- Hoang Chung dit Dzim radio du maquis Chocolat,
- Ly Seo Nung,
- Adjudant-Chef Vandenberghe, chef du commando 24 des Commandos Nord Viet-Nam au Tonkin,
- Sergent-Chef Chatel, chef d'un maquis de 1 000 partisans à Muong Lam, ...
- Ly Payia Ly Neng Thong (Neng Thong Ly Sergent des commandos des troupes aéroportés mixtes, Major de Xiengkouhang